# Sturgeon River, Manitoba
Sturgeon River är ett vattendrag i Kanada.   Det ligger i provinsen Manitoba och Ontario. i den östra delen av landet, 1 600 km nordväst om huvudstaden Ottawa.
Trakten runt Sturgeon River består huvudsakligen av våtmarker. Trakten runt Sturgeon River är nära nog obefolkad, med mindre än två invånare per kvadratkilometer.